# Россильоне
Россильоне (итал. Rossiglione) — коммуна в Италии, располагается в регионе Лигурия, в провинции Генуя.
Население составляет 2938 человек (2008 г.), плотность населения составляет 62 чел./км². Занимает площадь 47 км². Почтовый индекс — 16010. Телефонный код — 010.
Покровителем коммуны почитается святой Иосиф Обручник (Transito di San Giuseppe), празднование в третье воскресение июля.

## Демография
Динамика населения:

## Администрация коммуны
- Официальный сайт: http://www.comune.rossiglione.ge.it/